# Степычевская
Степычевская — деревня в Шенкурском муниципальном районе Архангельской области. Входит в состав муниципального образования (сельского поселения) «Шеговарское».

## География
Деревня находится в 50 километрах на север от города Шенкурска, на левом берегу реки Ваги к востоку от федеральной трассы М8 «Холмогоры».

## Демография
| 2002 | 2010 | 2012 |
| ---- | ---- | ---- |
| 46   | ↘28  | ↘26  |

Население деревни, по данным Всероссийской переписи населения 2010 года, составляет 28 человек. На 1.01.2010 численность населения деревни составляла 30 человек.

## История
Указана в «Списке населённых мест по сведениям 1859 года» в составе 2-го стана Шенкурского уезда Архангельской губернии под номером «2327» как «Степычевская (Средняя Воромина)». Насчитывала 8 дворов, 37 жителей мужского пола и 27 женского.
В «Списке населённых мест Архангельской губернии к 1905 году» деревня Степычевская (Средняя) насчитывает 15 дворов, 46 мужчин и 40 женщин. В административном отношении деревня входила в состав Шеговарского сельского общества Предтеченской волости.
В марте 1918 года деревня оказывается в составе Шеговарской волости, выделившейся из Предтеченской. На 1 мая 1922 года в поселении 19 дворов, 40 мужчин и 53 женщины.